# 瑞士證券交易所
47°22′16″N 8°31′54″E / 47.37111°N 8.53167°E
瑞士證券交易所（SWX Swiss Exchange - Switzerland's stock exchange）位於蘇黎世，為瑞士主要的股票、債券及期權等衍生工具的交易所。是世界上技術最先進的證券交易所之一。1995年由蘇黎世，巴塞爾，日內瓦瑞士國內3間有百年历史的證券交易所合併而成。現在瑞士首都伯恩還保留了伯恩小證券交易所。

## 历史
- 1995年全球首個使用全自動的交易、結算、交收系統。
- 1988年與法蘭克福證券交易所成立Eurex，為全球最大的衍生商品交易所。

## 瑞士市場指數
瑞士證券交易所提供瑞士市場指數，該指數由20個市值最大的瑞士股票。

## 外部連結
- SWX Swiss Exchange
- Eurex （页面存档备份，存于）
- Berne eXchange website